# Klangattrappe
Klangattrappen sind akustische Hilfsmittel, die in der Zoologie und in der Jagd (nicht selten illegal) zum Einsatz kommen. Zuweilen werden Klangattrappen auch zum Verscheuchen (Vergrämen) von Tierarten verwendet. 

Dabei wird eine auf einem Tonträger gespeicherte Lautäußerung einer Tierart in freier Natur abgeschallt, um eine Reaktion  der ins Auge gefassten Tierart hervorzurufen. Antwortreaktionen sind entsprechende Lautäußerungen und/oder Annäherung.
- In der angewandten Zoologie werden Klangattrappen verwendet, um das Vorkommen einer Tierart zweifelsfrei feststellen zu können. Vor allem ist diese Methode in der Ornithologie (Vogelkunde) bei vielen Arten gebräuchlich, sollte aber sehr überlegt und  möglichst sparsam und ausschließlich bei solchen Arten eingesetzt werden, die ohne dieses Hilfsmittel gar nicht oder nur äußerst schwer feststellbar wären.
- In der Jagdpraxis werden Klangattrappen eingesetzt, um ein Jagdwild so nahe anzulocken, damit es erlegt werden kann. Der Einsatz dieser Hilfsmittel ist im Allgemeinen jagdgesetzlich geregelt. Bekannt sind die Lockpfeifen, die in der Jagd auf verschiedene Wildtierarten Verwendung finden.
- Der Versuch, unerwünschte  Tierarten durch den Einsatz von Klangattrappen (z. B. Angstschreie oder Warnrufe der Art, Rufe des Fressfeindes) von einem bestimmten Ort fernzuhalten, führen üblicherweise zu keinem andauernden Erfolg.

Diskutiert wird, ob der Einsatz von Klangattrappen nicht generell dem im § 12 der Bundesartenschutzverordnung formulierten Verbot entgegensteht, besonders geschützte Arten mit besonderen Methoden anzulocken. Weder innerhalb Deutschlands noch innerhalb der Europäischen Union besteht dahingehend eine einheitliche Rechtsauffassung.